# Minuartia uralensis
Minuartia uralensis är en nejlikväxtart som först beskrevs av Clerc, och fick sitt nu gällande namn av Nikolai Nikolaievich Tzvelev. Minuartia uralensis ingår i släktet nörlar, och familjen nejlikväxter. Inga underarter finns listade i Catalogue of Life.